# Leptoclanis pulchra
Leptoclanis pulchra är en fjärilsart som beskrevs av Rothschild och Jordan 1903. Leptoclanis pulchra ingår i släktet Leptoclanis och familjen svärmare. Inga underarter finns listade i Catalogue of Life.